# 창동역
창동역(倉洞驛, Chang-dong station)은 서울특별시 도봉구 창동에 있는 수도권 전철 1호선과 수도권 전철 4호선의 환승역이다, 수도권 전철 4호선은 이 역부터 불암산역까지 지상 구간이다.

## 역사
- 1911년 10월: 경원선 개통에 따라 보통역으로 영업 개시
- 1967년 7월 1일: 화물 취급 중지[1]
- 1968년 9월 11일: 화물 취급 재개[2]
- 1983년 9월 13일: 서울 지하철 4호선 역명을 창동역으로 결정[3]
- 1985년 4월 20일: 서울 지하철 4호선 상계 ~ 한성대입구 구간 개통
- 1985년 8월 22일: 수도권 전철 1호선 성북(현 광운대역)-창동 구간 개통에 따라 환승역이 됨
- 1985년 12월 22일: 1호선 역사 신축
- 2005년 12월 21일: 동묘앞역 개업으로 1호선 역번호가 117에서 116으로 변경
- 2007년 11월 1일: 화물 취급 중지
- 2021년 9월 11일: 1호선 승강장 변경 및 변경된 승강장의 스크린도어 가동

## 역 구조
출구는 2개이다. 서울교통공사의 수도권 전철 4호선 개찰구를 수도권 전철 1호선과 공유하므로 수도권 전철 1호선 이용 시에도 개찰구 밖으로 나갔다가 15분 이내에 다시 개찰구 안으로 들어온 경우 환승으로 인정된다.

### 1호선 승강장
2면 4선의 쌍섬식 승강장이다. 현재 주본선 승강장에 스크린도어가 설치되어 있으며, 안쪽 2개 승강장을 사용하고 있다. 현재 바깥쪽 두 개 승강장은 승강장 공사 및 스크린도어 설치가 진행되고 있으나, 공사가 중지되어 철거된 상태로 방치되고 있다. 바깥쪽 승강장 중 하나는 오전에 운행하는 급행열차와 일부 특별 열차를 대피하는 일반열차가 정차하고, 또 하나는 창동역 시종착 열차가 드나들었다. 한국철도공사 관할 출구(개찰구)가 없으며, 환승 통로를 통해 서울교통공사 관할 출구로 연결된다. 2010년 7월 16일부터 승강장 위치가 녹천역 방향으로 약 160m 이전되었다.
| ↑방학         |
| 1 2 \| 3 4 \| |
| 녹천↓         |

| 2 | ● 수도권 전철 1호선 | 의정부 · 양주 · 동두천중앙 · 동두천 · 연천 방면 (일반, 급행) |
| 3 | ● 수도권 전철 1호선 | 광운대 · 회기 · 구로 · 부천 · 인천 방면 (일반, 급행)         |

원래부터 2,3번 승강장을 주로 사용했으며,2021년 9월부터는 창동역 민자역사 공사 재개에 의한 승강장 계량공사로 타는 곳을 1,4번으로 변경시켰다. 스크린도어 또한 안쪽 승강장에만 설치되어 있으며 2,3번 승강장은 선로와 승강장 자체가 철거된 상태였다. 현재 2,3번홈이 선로를 재개하였고, 1,4번홈이 공사중이다. 이후 공사 끝나면 바로 옛날처럼 4개의 모든 4곳으로 열차를 다시 탈 수 있다. 
현재 2,3번에 탈 수 있다.

### 4호선 승강장
2면 2선의 상대식 승강장이며 스크린도어가 설치되어 있다. 창동차량사업소에서 출고하는 차량은 이 역에서 출발한다.

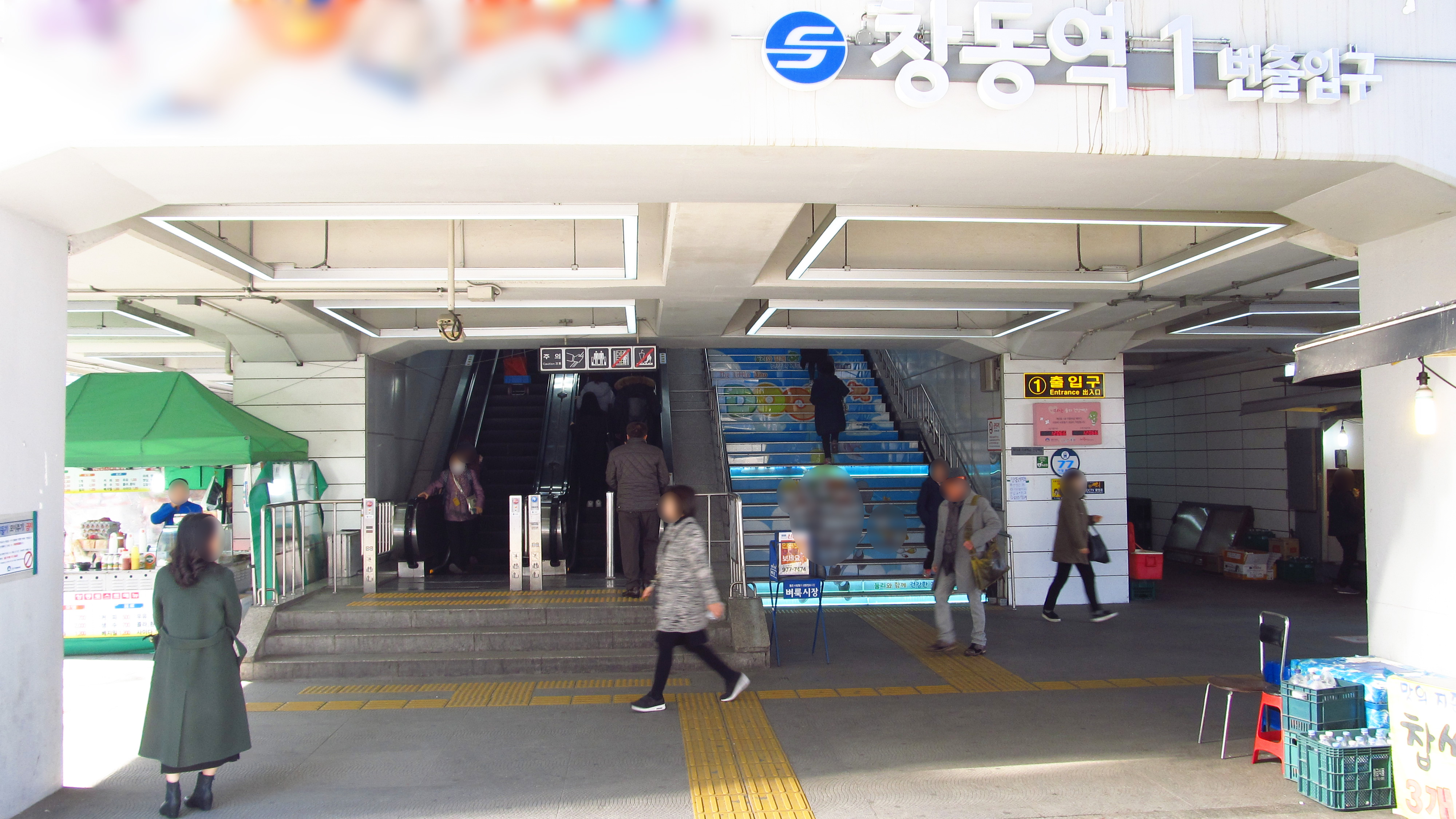
창동역 출구

| 노원↑ |
| \| 상 |
| ↓쌍문 |

| 상행 | ● 수도권 전철 4호선 | 노원 · 상계 · 불암산 · 별내별가람 · 풍양 · 오남 · 진접(경복대) 방면 |
| 하행 | ● 수도권 전철 4호선 | 쌍문 · 혜화 · 동대문 · 명동 · 이촌 · 금정 · 안산 · 오이도 방면      |

## 역 주변
- 창동아우르네
- 서울시50플러스 북부캠퍼스
- 서울창업허브 창동
- 노곡중학교
- 노원세무서
- 상계고등학교
- 서울도봉경찰서
- 서울북부노동사무소
- 서울북부지방법원 등기국
- 서울창동초등학교
- 서울특별시북부교육지원청
- 서울월천초등학교
- 서울자운초등학교
- 창동고등학교
- 청솔아파트
- 렛츠런 CCC 창동지점
- 이마트 창동점
- 씨드큐브 창동
- 서울외국어고등학교
- 서울시립사진미술관

## 사진

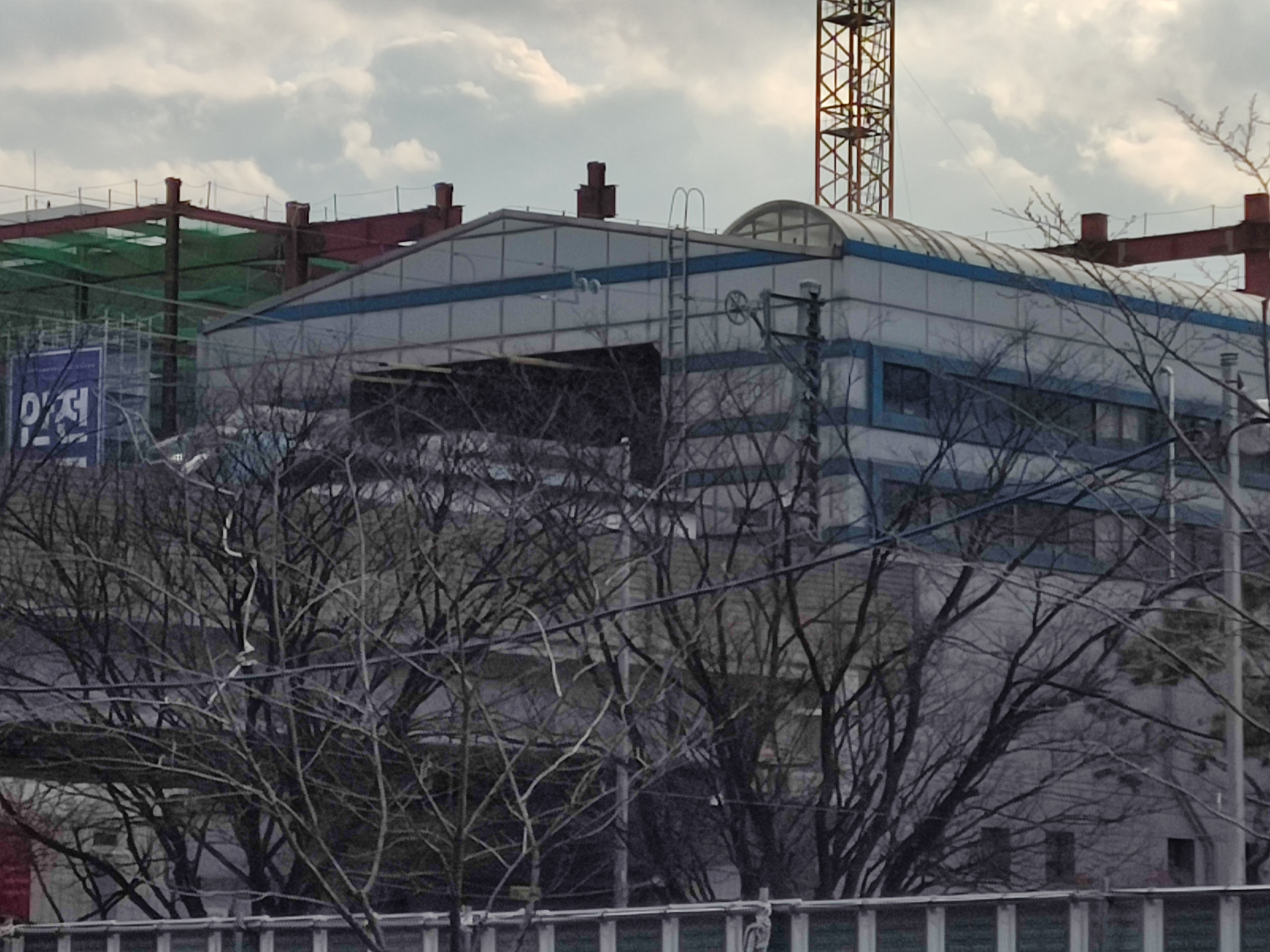
4호선 역사
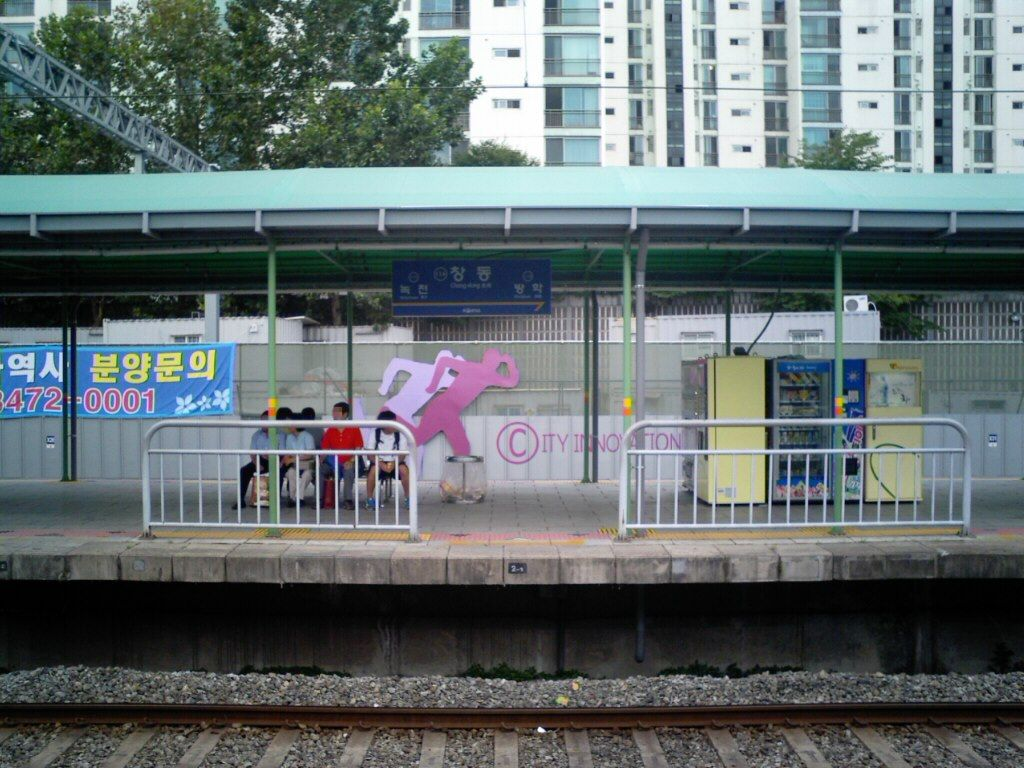
1호선 승강장(민자역사 공사 전, 승강장 확장 및 스크린도어 설치 전)
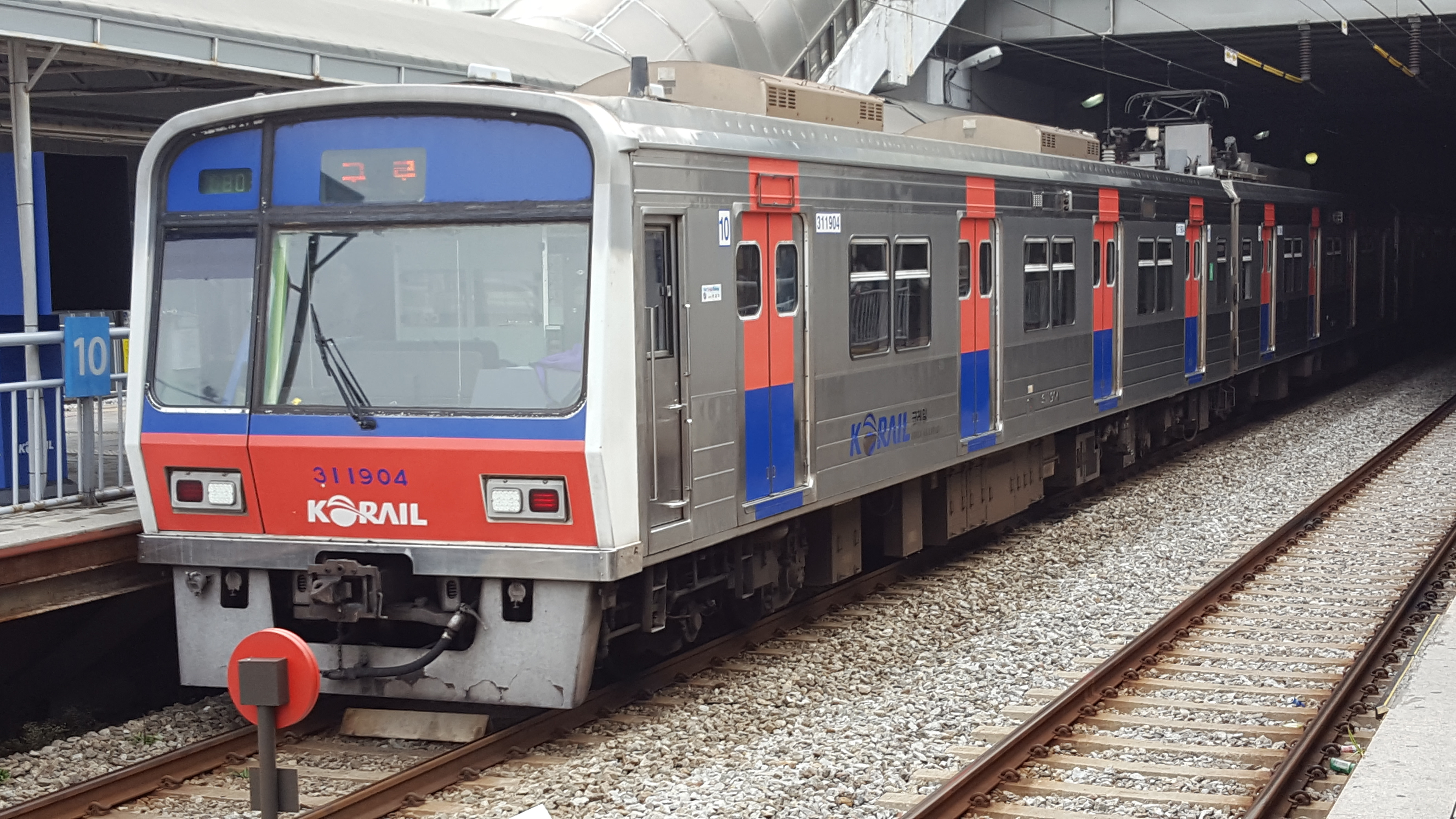
창동역에 정차중인 31104편성(민자역사 공사 전, 승강장 확장 및 스크린도어 설치 전)
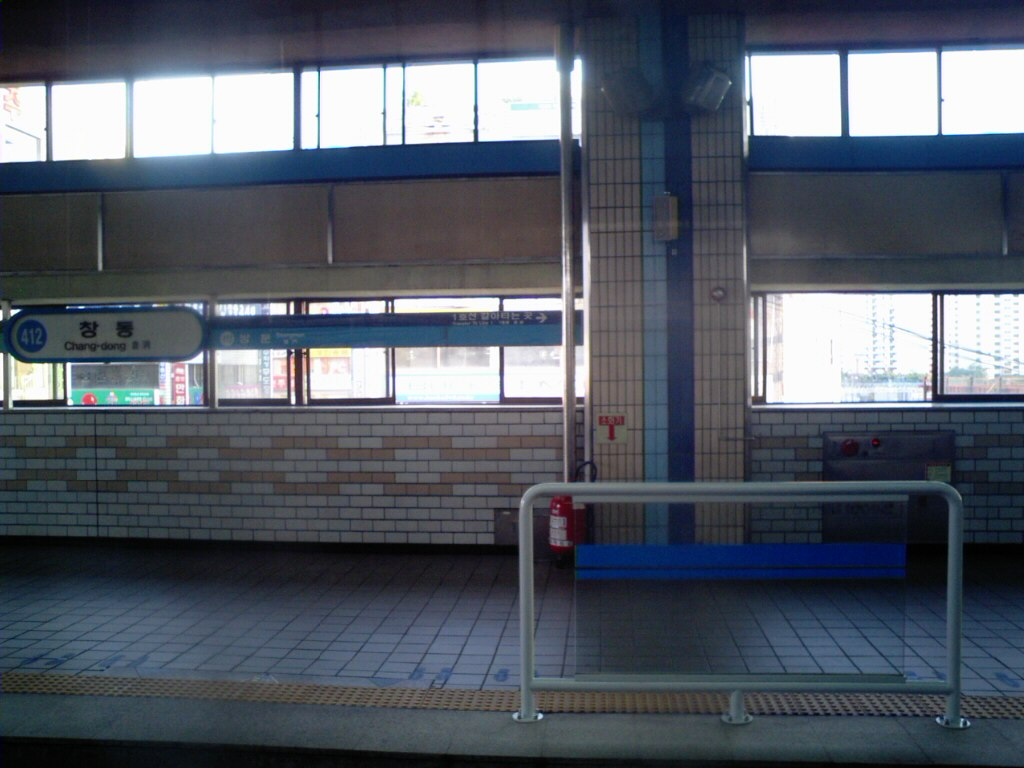
진접역 방면 4호선 승강장 (스크린도어 설치 전)

## 이용객 변동
| 노선  | 노선   | 일평균 인원수 (명/일) | 일평균 인원수 (명/일) | 일평균 인원수 (명/일) | 일평균 인원수 (명/일) | 일평균 인원수 (명/일) | 일평균 인원수 (명/일) | 일평균 인원수 (명/일) | 일평균 인원수 (명/일) | 일평균 인원수 (명/일) | 일평균 인원수 (명/일) | 각주                  | 각주                  | 각주  |
| 노선  | 노선   | 2000년                | 2001년                | 2002년                | 2003년                | 2004년                | 2005년                | 2006년                | 2007년                | 2008년                | 2009년                | 각주                  | 각주                  | 각주  |
| ----- | ------ | --------------------- | --------------------- | --------------------- | --------------------- | --------------------- | --------------------- | --------------------- | --------------------- | --------------------- | --------------------- | --------------------- | --------------------- | ----- |
| 1호선 | 승차   | 13,869                | 10,077                | 8,489                 | 8,539                 |                       | 9,826                 | 9,911                 | 10,388                | 10,644                | 10,687                | [ 4 ]                 | [ 4 ]                 | [ 4 ] |
| 1호선 | 하차   | 16,250                | 6,513                 | 6,296                 | 5,996                 |                       | 10,661                | 10,830                | 11,385                | 11,738                | 11,796                | [ 4 ]                 | [ 4 ]                 | [ 4 ] |
| 4호선 | 승차   | 36,045                | 35,656                | 35,707                | 34,187                | 34,208                | 34,753                | 34,370                | 34,106                | 33,909                | 33,539                | [ 5 ]                 | [ 5 ]                 | [ 5 ] |
| 4호선 | 하차   | 36,922                | 37,094                | 37,310                | 36,429                | 36,461                | 36,904                | 36,657                | 36,419                | 36,388                | 36,174                | [ 5 ]                 | [ 5 ]                 | [ 5 ] |
| 4호선 | 승하차 | 72,968                | 72,750                | 73,017                | 70,616                | 70,669                | 71,657                | 71,026                | 70,525                | 70,298                | 69,713                | [ 5 ]                 | [ 5 ]                 | [ 5 ] |
| 노선  | 노선   | 일평균 인원수 (명/일) | 일평균 인원수 (명/일) | 일평균 인원수 (명/일) | 일평균 인원수 (명/일) | 일평균 인원수 (명/일) | 일평균 인원수 (명/일) | 일평균 인원수 (명/일) | 일평균 인원수 (명/일) | 일평균 인원수 (명/일) | 일평균 인원수 (명/일) | 일평균 인원수 (명/일) | 일평균 인원수 (명/일) | 각주  |
| 노선  | 노선   | 2010년                | 2011년                | 2012년                | 2013년                | 2014년                | 2015년                | 2016년                | 2017년                | 2018년                | 2019년                | 2020년                | 2021년                | 각주  |
| 1호선 | 승차   | 10,564                | 10,420                | 10,262                | 10,313                | 10,341                | 10,190                | 10,096                | 9,841                 | 9,471                 | 9,601                 | 7,244                 | 7,137                 | [ 4 ] |
| 1호선 | 하차   | 11,649                | 11,473                | 11,253                | 11,296                | 11,278                | 11,146                | 10,980                | 10,664                | 10,286                | 10,362                | 7,856                 | 7,749                 | [ 4 ] |
| 4호선 | 승차   | 33,417                | 33,212                | 32,169                | 31,932                | 31,894                | 31,145                | 30,530                | 29,911                | 29,140                |                       |                       |                       | [ 5 ] |
| 4호선 | 하차   | 35,956                | 35,707                | 34,616                | 34,433                | 34,374                | 33,613                | 32,800                | 31,876                | 31,062                |                       |                       |                       | [ 5 ] |
| 4호선 | 승하차 | 69,373                | 68,919                | 66,785                | 66,365                | 66,268                | 64,758                | 63,330                | 61,787                | 60,202                |                       |                       |                       | [ 5 ] |

## 인접한 역
| 경원선                    | 경원선                                           | 경원선                         |
| ------------------------- | ------------------------------------------------ | ------------------------------ |
| 115 방학 연천 방면 미운행 | ● 수도권 전철 1호선 경원-경인선 완행 경부선 완행 | 117 녹천 인천 방면 서동탄 방면 |
| 113 도봉산 동두천 방면    | ● 수도권 전철 1호선 경원선 급행                  | 119 광운대 인천 방면           |
| 서울 지하철 4호선         |                                                  |                                |
| 411 노원 진접 방면        | ● 수도권 전철 4호선                              | 413 쌍문 오이도 방면           |